# Tommy Taylor (atleta)
Tommy Taylor es un exatleta paralímpico británico y ganador de dieciséis medallas en cinco deportes, incluidas diez medallas de oro.

## Biografía
Fue tratado por Ludwig Guttmann después de que un accidente en 1956 le provocara una parálisis severa. Continuó compitiendo en numerosos Juegos Paralímpicos, obteniendo un éxito particular en tenis de mesa desde Roma 1960 hasta Arnhem 1980. Ocho de sus medallas de oro las ganó en tenis de mesa, junto con una en snooker  y una en bolos.

## Juegos Paralímpicos
Taylor asistió a los primeros Juegos Paralímpicos en Roma en 1960, compitiendo en tenis de mesa adaptado. Ganó el oro tanto en los individuales masculinos A como, con M. Beck, en los dobles masculinos A. Sus éxitos en el tenis de mesa continuaron en los Juegos de 1964 en Tokio mientras defendía los títulos en los dobles A2 reclasificados, nuevamente con Beck y el A2 individual contra su compañero de dobles en la final. En Tel Aviv, en 1968, perdió en los cuartos de final de la competencia de individuales pero volvió a ganar los dobles, esta vez en pareja con Stephen Bradshaw. También en estos Juegos ingresó al pentatlón masculino, terminando en tercer lugar y asegurándose así una medalla de bronce.
En los Juegos de 1972 en Heidelberg, Taylor y Bradshaw perdieron contra la competencia alemana en la semifinal, terminando en la tercera posición. No compitió por el título individual y, en cambio, participó en la competencia de tiro con arco en un equipo que incluía a su compañera paralímpica Jane Blackburn.  La asociación de Taylor y Bradshaw volvió a la senda ganadora en 1976 en Toronto, mientras que Taylor también entró y ganó el torneo masculino de billar AC. 
Ganó la competencia de tenis de mesa individual masculino 1B en 1980 en los Juegos de Arnhem, y aún compitiendo junto a Bradshaw, venció a Austria por sets seguidos en la final de dobles para asegurar otro oro para su país y su última medalla paralímpica de tenis de mesa.
Taylor encontró otros éxitos paralímpicos en 1980, ganando medallas en un quinto deporte: bolos. Ganó una medalla de bronce en la competencia individual y, junto a David Cale, ganó el oro en las parejas masculinas 1A-1B. Sus éxitos finales en los Juegos Paralímpicos se produjeron en 1984 en los Juegos organizados conjuntamente por Stoke Mandeville y Nueva York. Participó en bolos de césped de la categoría de hombres tetrapléjicos y ganó una medalla de bronce. Esto fue igualado en el torneo masculino de billar tetrapléjico, la segunda medalla de Taylor en el deporte.